# Pommerscher Kunstschrank

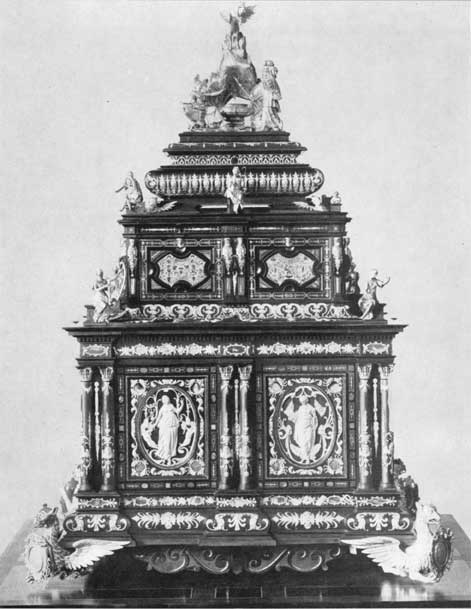
Der Pommersche Kunstschrank, Gesamtansicht vor seiner Zerstörung

Der Pommersche Kunstschrank war ein historisches Prunkmöbel vom Typ eines Augsburger Kunstschranks, das der Augsburger Kunsthändler und Diplomat Philipp Hainhofer am Anfang des 17. Jahrhunderts für den pommerschen Herzog Philipp II. bauen ließ. Es handelte sich dabei um einen luxuriösen, kunstvoll gefertigten Schreibtisch, der wie eine miniaturisierte Wunderkammer ausgestattet war. Das Gehäuse des Schranks verbrannte während des Zweiten Weltkriegs in Berlin, erhalten blieben die zahlreichen, in ihm aufbewahrten Utensilien.

## Geschichte

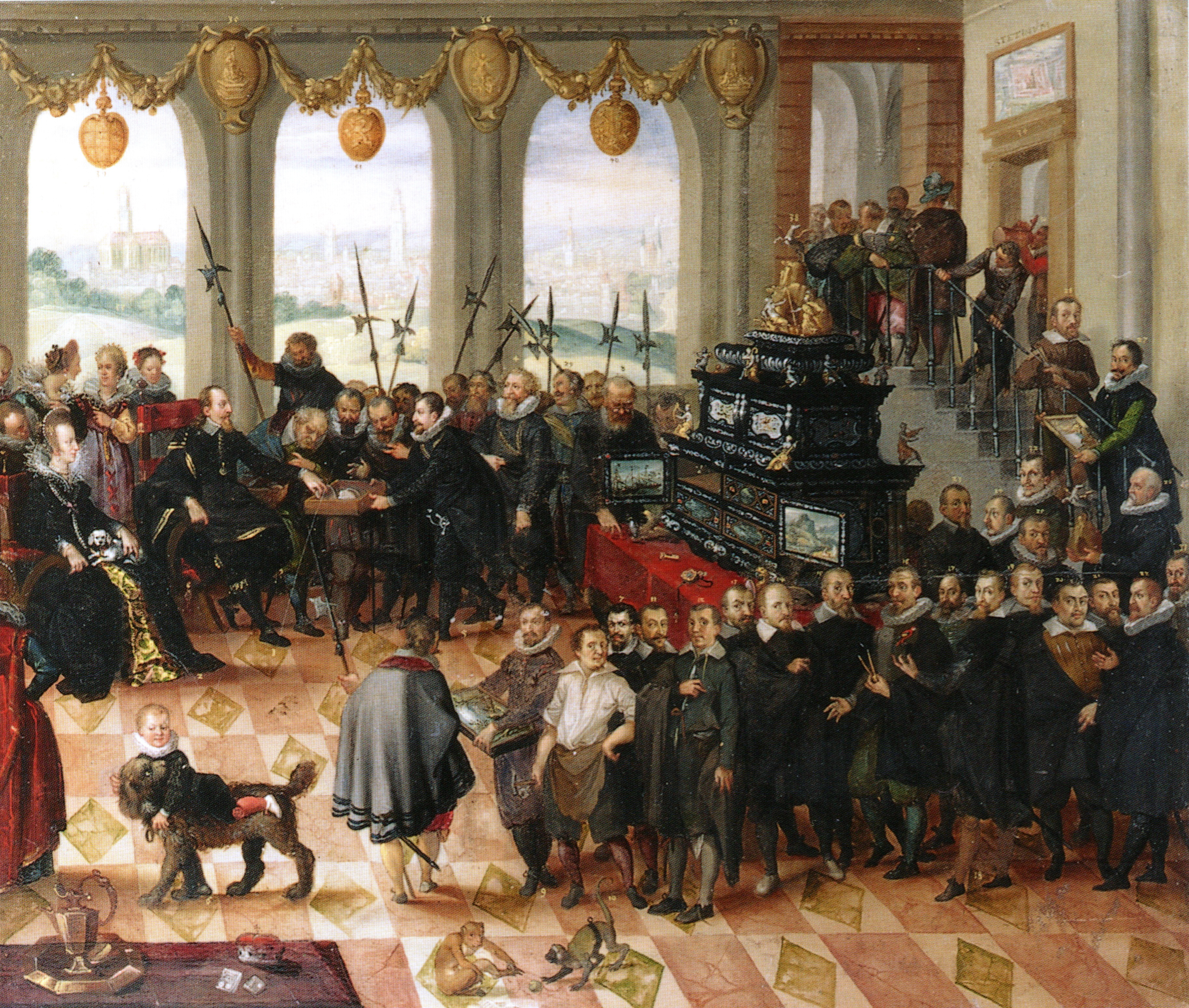
„Die Übergabe des Pommerschen Kunstschranks an Herzog Philipp II. von Pommern“, dieses Tafelbild befand sich ursprünglich als eines der Ausstattungsstücke im Kunstschrank selbst

Anfang des 17. Jahrhunderts bestellte der kunstinteressierte Herzog Philipp II. von Pommern-Stettin, angeregt durch Berichte des ihm persönlich bekannten Philipp Hainhofer, bei diesem einen Schreibtisch für seine Kunstkammer. Hainhofer ließ diesen ab 1610 von Augsburger Kunsthandwerkern anfertigen. Die Zahl der an Bau und Ausstattung beteiligten Personen wird in der Literatur mit 24 bis 28 angegeben. Der Kunsttischler Ulrich Baumgartner fertigte den Schrank, der Steinschneider Daniel Griefsbeck die Inkrustationen aus verschiedenen Edelsteinen. Weitere Mitwirkende waren die Goldschmiede David Altenstetter, Gottfried Münderer, Philipp Jacob Pehner, Nikolaus Kolb, Michael Gafs und Matthias Wallbaum, die Maler Johann Matthias Kager, Anton Mozart und Achilles Langenbucher, die Schlosser Joifs Müller und Jakob Kuenlin, der Bildhauer Caspar Mendeler, der Kupferstecher Paul Gettich (Göttich), der Orgelbauer Marx Günzer, der Windenmacher Matthias Gabler, der Buchbinder Gabriel Meelführer, der Futteralmacher Daniel Müller sowie der Zirkelmacher Georg Zorn und die Uhrmacher Friedrich Goschmann und Andreas Stahel.
Da während des Baus immer wieder neue Ideen aufgegriffen und in die Ausstattung eingebracht wurden, verzögerte sich die Fertigstellung. Ende August 1617 erreichte das in Einzelteile zerlegte Möbelstück Stettin und wurde dort durch Baumgartner zusammengesetzt. Hainhofer lieferte dazu eine Beschreibung der Beschaffenheit des Schreibtisches und der etwa 200 darin enthaltenen Teile. Philipp II. nahm den Schrank am 2. September 1617 in Besitz. Den Preis für den Schreibtisch, der sich auf 20.000 Gulden belief, konnte Philipp II. bis zu seinem Tode im Februar 1618 nicht voll bezahlen, so dass sich Hainhofer mit Mahnbriefen an Philipps Nachfolger, Herzog Franz, wenden musste.
Das Möbelstück blieb bis zum Aussterben des Greifenhauses 1637 in der männlichen Linie in dessen Besitz. Anschließend ging es über Anna von Croy, die Schwester des letzten Herzogs, an deren Sohn Ernst Bogislaw von Croy. Dieser bezeichnete den Schreibtisch in einem Nachlassverzeichnis erstmals als „Kunstschrank“. Ernst Bogislaw von Croy vermachte den Kunstschrank in seinem Testament an Kurfürstin Dorothea, die Ehefrau seines Landesherrn Kurfürst Friedrich Wilhelm von Brandenburg.
So gelangte der Kunstschrank in die Kurfürstliche, später Königliche Kunstkammer in Berlin. Hier wurde er zunächst als „Pommerscher Kunsttisch“ bezeichnet, ab 1786 als „Pommerscher Kunstschrank“. Im 19. Jahrhundert kam er in den Besitz des Kunstgewerbemuseums in Berlin und bildete dort das Hauptstück einer Sammlung ähnlicher Möbel. 1945 verbrannte der Schrank in Berlin. Er war in den Tieftresor der Neuen Münze in Berlin ausgelagert worden, wurde dort aber durch Kriegseinwirkung zerstört. Der überwiegende Teil des Inhaltes blieb erhalten und gehört weiterhin zum Bestand des Kunstgewerbemuseums.

Pommerscher Kunstschrank – Gesamtansicht
Pommerscher Kunstschrank – Aufsatz Vorderansicht
Pommerscher Kunstschrank – Ansicht geöffnet
Pommerscher Kunstschrank – Elfenbeinintarsien

## Ausstattung
Der Kunstschrank war 1,15 Meter breit und 1,36 Meter hoch. Das Äußere bestand aus Ebenholz und war mit Beschlägen und Einlegearbeiten aus Silber und Edelsteinen versehen. Für das Innere wurden Sandelholz und rotes Leder verwendet. Der Schrank ruhte auf vier Greifenfiguren, die Wappenschilde mit dem Wappen Pommerns für den Herzog und dem Wappen Holsteins für dessen Frau hielten. Auf dem unteren Schrankteil war ein kleineres, sich nach oben verjüngendes Teil aufgesetzt. Den oberen Abschluss bildete eine wahrscheinlich von Matthias Wallbaum gefertigte Darstellung des Berges Parnass mit einer Pegasusfigur.
Auf den Außenwänden befanden sich silberne Ornamente mit der Abbildung von Früchten und Musikinstrumenten. In Ovalen wurden an den Seiten sechs der Freien Künste in Silber dargestellt, während die Musik durch verschiedene musizierende Statuetten symbolisiert wurde. Weiterhin befanden sich zehn emaillierte Medaillons auf den Seiten, sechs davon mit Gravuren von David Altenstetter.
Auf den Innenseiten der vier Flügeltüren befanden sich landschaftliche Szenen mit Darstellungen der Vier Elemente, die Anton Mozart zugeschrieben wurden. Auf der Rückseite befand sich eine Tafel aus Buchsbaum mit den eingeschnittenen zwölf Arbeiten des Herkules, die das Pfeifenwerk einer Miniaturorgel verdeckte. Weiterhin gehörte ein Spielbrett aus Ebenholz dazu, das auf der einen Seite ein Schachbrett mit Silber- und auf der anderen ein  Mühlespiel mit Elfenbeineinlagen hat. Neben den dazugehörigen Spielfiguren und -steinen, verschiedenen Würfeln und Kartenspielen wurden zahlreiche weitere Utensilien mitgeliefert. Es befanden sich eine Apotheke, eine sogenannte „Balbierstube“ mit chirurgischen Instrumenten, Kämmen, Scheren usw., verschiedene Werkzeuge, Essgeschirr und Besteck in verschiedenen Fächern. Dazu kamen verschiedene geometrische und astronomische Instrumente, eine mechanische Tischuhr mit Sonnenuhr und Kompass sowie ein Fernrohr.
Auf einem Gemälde (siehe Abbildung rechts), das aus dem Schrank herausgezogen werden konnte, ist die Übergabe des Schreibtisches durch Hainhofer an das herzogliche Paar und dessen Hofstaat sowie der beteiligten Künstler und Handwerker dargestellt.

Pommerscher Kunstschrank – Ausstattung Pflegeutensilien
Pommerscher Kunstschrank – Ausstattung Schachfiguren Elfenbein
Pommerscher Kunstschrank – Ausstattung Apotheke
Pommerscher Kunstschrank – Ausstattung Instrumente